# کایوت آگلی
کایوت آگلی (انگلیسی: Coyote Ugly) فیلمی آمریکایی در ژانر کمدی موزیکال درام نوجوان است که در سال ۲۰۰۰ منتشر شد. این فیلم در نیویورک فیلم‌برداری شده‌است.
کایوت آگلی از لحاظ تجاری موفق بود و بیش از ۱۱۳ میلیون دلار فروش رفت درحالیکه بودجه ساخت آن ۴۵ میلیون دلار بود. فیلم به یک فیلم کالت تبدیل شده‌است.

## داستان
وایولت (پایپر پرابو) زادگاهش، آمبوی جنوبی، نیوجرسی، پدرش، بیل (جان گودمن) و بهترین دوستش، گلوریا (ملانی لینسکی) را ترک می‌کند تا رویاهای خود را درباره ترانه‌سرایی در نیویورک دنبال کند. وایولت چندین بار تلاش می‌کند تا مورد توجه استودیوهای ضبط قرار بگیرد اما هربار شکست می‌خورد. او برای امرار معاش با کمک کامی (ایزابلا میکو)، ریچل (بریجیت مویناهان) و زوئی (تایرا بنکس) در یک کلوب شبانه به نام کایوت آگلی مشغول به‌کار می‌شود و در آن‌جا با کوین (آدام گارسیا) آشنا و رابطه‌ای عاشقانه بین آن‌ها شکل می‌گیرد. کوین تلاش می‌کند به وایولت کمک کند تا به هدفش برسد.

## بازیگران
- پایپر پرابو
- آدام گارسیا
- ماریا بلو
- ملانی لینسکی
- تایرا بنکس
- جان گودمن
- ایزابلا میکو
- بریجیت مویناهان
- باد کرت
- جانی ناکسویل
- لیان رایمز
- مایکل وستون
- ویکتور آرگو
- الکس بورستین
- مایکل بی
- جک مک‌گی
- سارا جین موریس
- ملودی پرکینس
- آدام آلکسی-ماله